# Olaf Paeschke
Olaf Paeschke (* 13. März 1937; † 2. Mai 2004 in Naples, Florida) war ein Verleger und Manager der Bertelsmann-Verlagsgruppe.

## Leben
Olaf Paeschke war ein Sohn des Verlagsbuchhändlers Gustav Paeschke, der 1937, im Geburtsjahr seines Sohnes, den Axel Juncker Verlag, Stuttgart/Berlin, übernahm und ihn als Fremdsprachenverlag erfolgreich weiterführte. Als Gustav Paeschke 1963 ums Leben kam, übernahm Olaf Paeschke die Leitung der Firma.
Anfang der 1970er Jahre zog Paeschke von Stuttgart-Sillenbuch nach München-Solln, um als Geschäftsführer für den Bertelsmann-Verlag zu arbeiten. Er gründete dort 1972 zusammen mit einer Gruppe jüngerer deutscher Schriftsteller den Bertelsmann-Ableger AutorenEdition als Modellversuch einer Verlegertätigkeit mit praktizierter Autoren-Mitbestimmung – eine Idee des Schriftstellers Uwe Friesel und des Bertelsmann-Verlagsleiters Andreas Hopf.  Dieser Filial-Verlag blieb aber defizitär und Paeschke musste als Geschäftsführer daher jedes Jahr einige 100.000 DM dazu schießen. Ärger gab es zudem ab 1974 mit den Autoren Bernt Engelmann und Peter O. Chotjewitz: Als Engelmann 1974 in der Autorenedition den Tatsachenroman Großes Bundesverdienstkreuz veröffentlichte, in dem er Franz Josef Strauß, Hans Martin Schleyer und andere einem mit nationalsozialistischer Vergangenheit belasteten „Rechtskartell“ zurechnete, lehnte Bertelsmann die juristische Verantwortung für das Buch ab und zog ihren Namen aus dem Copyright-Vermerk zurück. Der Konflikt um den neuen Roman von Chotjewitz konnte dagegen nicht mehr entschärft werden. Die Auseinandersetzung über die Veröffentlichung seines Romans Die Herren des Morgengrauens, in dem Chotjewitz Erfahrungen aus den Terroristenprozessen gegen die Rote Armee Fraktion verarbeitete, führte 1978 schließlich zur Kündigung des Vertrages mit der AutorenEdition. Insgesamt wurde das anspruchsvolle Programm-Konzept der AutorenEdition von der Leserschaft nicht angenommen.
1976 kam es in der Verlagsleitung zu einem Disput zwischen dem Verlagsleiter Andreas Hopf, der Autoren wie Heinar Kipphardt, Max von der Grün und Franz Josef Degenhardt für Bertelsmann hinzugewonnen hatte, und dem Geschäftsführer Olaf Paeschke über die zukünftige, eher kommerziell ausgerichtete Programm-Entwicklung. Wegen unüberbrückbarer Meinungsverschiedenheiten verließ Hopf den Verlag, obwohl Paeschke weiterhin das literarische Profil bei Bertelsmann zu bewahren und der AutorenEdition keine wirtschaftlichen Zwänge aufzudrängen versprach. Nichtsdestotrotz hatte angesichts einiger kostspieliger Prestigetitel das Bertelsmann-Jugendbuch-Programm, laut Paeschke, tendenziell wirtschaftlicher ausgerichtet werden müssen.
Durch die Vermittlung des Schauspielers Hardy Krüger nahm der damalige Bundeskanzler Helmut Schmidt am 4. Juli 1982 Kontakt zu Olaf Paeschke auf, um ein Buchvorhaben Schmidts zu besprechen. Paeschke signalisierte sofort großes Interesse an einem Memoiren-Band des höchst prominenten Politikers. Später übernahm Manfred Lahnstein die Verhandlungen mit Schmidt. Doch erst nach dem Machtverlust der sozialliberalen Koalition im Oktober 1982 und der Abwahl Schmidts liefen die Vorbereitungen zu diesem Buchprojekt an, das schließlich der Siedler Verlag, der seit 1983 zur Bertelsmann-Gruppe gehört, 1986 unter dem Titel Eine Strategie für den Westen herausbrachte. Dem folgte 1987 Schmidts nächstes Buch Menschen und Mächte im selben Verlag.
Zum fünfzigsten Jahrestag der Machtergreifung durch Adolf Hitler sollte in der Zeitschrift Stern eine Serie über die vermeintlichen Hitler-Tagebücher starten. Zur optimalen Vermarktung dieses Geheim-Projektes trafen sich am 4. Juni 1983 neben anderen der Bertelsmann-Chef Gerd Schulte-Hillen sowie Olaf Paeschke als Geschäftsführer der Münchener Verlagsgruppe Bertelsmann, um Hitler gewissermaßen als Bestseller-Autor im In- und Ausland zu vermarkten, auch bei der Bertelsmann-Tochter Bantam Books in den USA. Da nur Monate später die Hitler-Tagebücher als Fälschung Konrad Kujaus enttarnt wurden, kam es zu keiner Buch-Publikation.
Gert Frederking, der Chef des Goldmann-Taschenbuch-Verlags, wurde im Jahr 1984 von den Verlagsmanagern Ulrich Wechsler und Olaf Paeschke, den erfolgreichsten Strategen im Bertelsmann-Unternehmen der letzten Jahre, mit dem Plan ultimativ konfrontiert, zur Erweiterung des Führungskonzeptes bei Goldmann mit Jürgen Kreuzhage, der seit 1981 im Konzern arbeitete, einen zweiten Geschäftsführer einzusetzen. Daraufhin kündigte Frederking 1984 und Kreuzhage amtierte ab da als alleiniger Geschäftsführer des Goldmann Verlages.
In der Funktion als Chairman lenkte Olaf Paeschke bis zu seinem Ausscheiden die Geschicke der Bertelsmann-Publikumsverlage in den USA. Er starb nach langer Krankheit am 2. Mai 2004 in Naples im US-Staat Florida.